# 젊은이들
《젊은이들》(일본어: 若者たち)은 1966년에 후지 TV에서 방송된 일본의 텔레비전 드라마이다. 여기에서는, 동 드라마를 리메이크한 영화 작품, 동명의 무대 작품, 2014년판 신 시리즈 연속 드라마에 대해서도 기술한다.

## 텔레비전 드라마

### 1966년판
부모님을 잃은 다섯 형제가, 우정·연애·불화 등을 반복하면서도 씩씩하게 살아가는 청춘 드라마이다. 방영 당시 처음에는 낮은 시청률을 기록했지만 시청자의 공감을 불러 회를 거듭할수록 상승하며, 인기를 끌었다. 내용은, 1965년 11월 29일 자 마이니치 신문 조간 〈어느 가정〉이라는 특집 기사에서 소개된, 실재 가족을 소재로 기획되었다고 한다. 또, 드라마의 인기 상승에 따라 동명 주제가도 대히트했다.
하지만, 1966년 9월 23일 방송 예정이었던 제33화 〈안녕〉은 재일 한국인에 대한 일본인의 차별을 묘사했는데, 그 직전에 평신정 사건이 발생하여, 방송이 중지되었고, 9월 30일부터는 드라마 자체도 중단되었다.
후지 TV 개국 50주년 기념으로, 포니캐년에서 2008년 10월 15일에 15매 세트 DVD-BOX가 발매되었다(방송 중지된 제33화도 수록되어 있다).

#### 방송 데이터·스태프
- 방송 기간: 1966년 2월 7일 ~ 9월 30일 (전 34회/흑백)
- 방송 시간: 1 ~ 5화는 매주 월요일 20시 00분 ~ 20시 56분, 6화 이후는 매주 금요일 20시 00분 ~ 20시 56분(JST)
- 각본: 야마노우치 히사시, 하야사카 아키라, 타치하라 류, 시미즈 쿠니오, 후세 히로이치, 테라다 노부요시, 오노 야스코, 타가 요스케, 야마다 마사히로, 하야시 히데히코, 오오니시 노부유키, 타무라 츠토무, 칸 타카유키
- 연출: 모리카와 토키히사, 키타다 신유, 토자키 하루오
- 음악: 사토 마사루
- 주제가: 더 브로드 사이드 포 〈젊은이들〉
- 기획: 시라카와 분조, 마츠키 세이지
- 제작·저작: 후지 TV

#### 등장 인물
- 사토 타로 (장남) - 타나카 쿠니에
- 사토 지로 (차남) - 하시모토 이사오
- 사토 오리에 (장녀) - 사토 오리에
- 사토 사부로 (삼남) - 야마모토 케이
- 사토 스에요시 (사남) - 마츠야마 세이지
- 카와타 야스코 - 쿠리하라 코마키
- 스기야마 토쿠코
- 미츠이 코지
- 타케우치 토오루

| 후지 TV 계열 월요일 20:00 시간대 | 후지 TV 계열 월요일 20:00 시간대 | 후지 TV 계열 월요일 20:00 시간대            |
| 이전 작품                        | 작품명                           | 다음 작품                                   |
| -------------------------------- | -------------------------------- | ------------------------------------------- |
| 대장과 왕                        | 젊은이들 (1966.2 ~ 1966.3)       | 0088 와일드 웨이스트 위기 탈출 ※시간대 교환 |

| 후지 TV 계열 금요일 20:00 시간대 【이 프로그램까지 드라마 시간대】 | 후지 TV 계열 금요일 20:00 시간대 【이 프로그램까지 드라마 시간대】 | 후지 TV 계열 금요일 20:00 시간대 【이 프로그램까지 드라마 시간대】 |
| 이전 작품                                                          | 작품명                                                             | 다음 작품                                                          |
| ------------------------------------------------------------------ | ------------------------------------------------------------------ | ------------------------------------------------------------------ |
| 0088 와일드 웨이스트 위기 탈출 ※시간대 교환                        | 젊은이들 (1966.4 ~ 1966.9)                                         | 즐거움 영화 극장 ※20:00 ~ 21:26                                    |

### 2014년판
《젊은이들 2014》(일본어: 若者たち2014)는 2014년 7월 9일부터 9월 24일까지 매주 수요일 22:00 ~ 22:54에, 후지 TV 계열의 〈수요 22시〉 시간대로 방송된 일본의 텔레비전 드라마이다.
후지 TV의 개국 55주년 기념 기획으로, 1966년에 방송된 《젊은이들》을 48년 만에 현대판으로 리메이크 제작한 작품이다.
《북쪽 나라에서》로 알려진 스기타 시게미치가 연출을 담당, 츠마부키 사토시가 주연을 맡는다.

#### 등장 인물

##### 사토가(家)
- 사토 아사히 (29) - 츠마부키 사토시

장남. 사와타리 도로 작업원.
- 사토 사토루 (28) - 에이타

차남. 전 사와타리 도로 작업원. 전 수형자.
- 사토 히카리 (25) - 미츠시마 히카리

장녀. 도쿄 죠호쿠 의과 대학 병원 NICU에 근무하는 간호사.
- 사토 하루 (23) - 에모토 타스쿠

삼남. 학생 극단 〈bluehall〉 좌장.
- 사토 타다시 (18) - 노무라 슈헤이

사남.
- 사와베 아즈사→사토 아즈사 (25) - 아오이 유우

아사히의 여자친구. 교제 관계를 거쳐 결혼한다.
- 사토 아카리 - 우치야마 하루나

아사히와 아즈사의 딸.

##### 사토가(家)의 주변 인물
- 야시로 타카코 (27) - 나가사와 마사미

- 나가하라 카스미 (17) - 하시모토 아이

- 신죠 마사오미 (41) - 요시오카 히데타카

##### 게스트
제1화
- 사도 - 이와마츠 료 (제3·5·10화)

사와타리 도로 사장.
- 사이토 마사노부 - 코쿠보 토시히토 (제3 ~ 4화)

〈bluehall〉 전 극단원.
- 테라오 아키히로 - 키타무라 켄토 (제3 ~ 6·8 ~ 9화)

〈bluehall〉 전 극단원.
- 이치노세 사키 - 오오타니 에이코

하루의 전 여자친구로, 〈bluehall〉 전 극단원.
- 스기우라 타카시 - 본인 (프로레슬링 노아) (제5·8·10화)

프로레슬러.
- 키타미야 미츠히로 - 본인 (프로레슬링 노아) (제5화)

프로레슬러.
- 마루후지 나오미치, 마호메트 요네, 이시모리 타이지, 코토게 아츠시 - 본인 (프로레슬링 노아)

프로레슬러.
제2화
- 나카가와 시호 - 나카무라 유코 (제3 ~ 5화)

NICU에 입원하는 마도카의 어머니.
제3화
- 사와베 쿄코 - 요 키미코 (제5·8·10화)

아즈사의 어머니.
- 나카가와 타카미츠 - 모치즈키 후미오 (제4 ~ 5화)

시호의 남편으로, 마도카의 아버지.
- 사와다 케이스케 - 이토 유키 (제4화)

〈bluehall〉 전 극단원.
제4화
- 요시카와 미즈키 - 히로스에 료코

사토루의 전 여자친구로, 전 무대 여배우. 3년 전에 심근증을 앓고 사망한다.
- 신죠 스즈 - 요코미조 나호 (제5화)

신죠의 딸.
제5화
- 야마하라 카나 - 오오무라 아야코

히카리의 고교 시절 친구.
- 야마하라 모나 - 세기자와 유이

카나의 딸.
- 쿠마노 히토시 - 본인 (프로레슬링 노아)

프로레슬러.
- 신죠 미호 - 사이토 유키 (제6화)

신죠의 아내.
제7화
- 나가하라 카요 - 야마시타 요리에 (제8화)

카스미의 어머니.
제8화
- 나가하라 쿄이치 - 츠루미 싱고

카스미의 아버지.
제9화
- 도이 마사토 - 스즈키 카즈마

음악 프로듀서.

#### 제작진
- 원안 - 야마노우치 히사시, 모리카와 토키히사
- 각본 - 무토 쇼고
- 음악 - 오기노 키요코
- 연출 - 스기타 시게미치, 나카에 이사무, 나미키 미치코
- 주제가 - 모리야마 나오타로 〈젊은이들〉 (유니버설 뮤직/EMI RECORDS)
- 미술 감독 - 우메다 마사노리
- 오프닝 타이틀 협력 - Tokyo graffiti 편집부
- 특수 조형 - 마츠이 유이치
- 희곡 - 츠카 코헤이 작 《비룡전》 (츠카 코헤이 사무소)
- 인용 - 후쿠다 츠네아리 역 《햄릿》
- 무대 감독 - 오카무라 슌이치, 아라 사토시
- 극 중 안무 - 코가 유타카
- 극 중 음악 - 카라사키 쇼이치
- 연극 지도 - 나카무라 마치코
- 무대 협력 - 아르 유 피, 에이 프로젝트, 에스 이 시스템
- 프로듀스 - 이시이 코지
- 제작 - 후지 TV 드라마 제작부

#### 방송 일자
| 제1화                                                      | 2014년 7월 9일 | 이론이 아니라고, 결혼은 | 스기타 시게미치 | 12.7% |
| 제2화                                                      | 7월 16일       | 차남 돌아오다           | 나카에 이사무   | 7.8%  |
| 제3화                                                      | 7월 23일       | 씁쓸한 비밀             | 나미키 미치코   | 7.8%  |
| 제4화                                                      | 7월 30일       | 포기하지 마             | 스기타 시게미치 | 7.3%  |
| 제5화                                                      | 8월 6일        | 부모로서                | 나카에 이사무   | 6.8%  |
| 제6화                                                      | 8월 20일       | 남자와 여자는           | 나미키 미치코   | 6.1%  |
| 제7화                                                      | 8월 27일       | 태어나다                | 스기타 시게미치 | 7.3%  |
| 제8화                                                      | 9월 3일        | 마음이 꺾여             | 나카에 이사무   | 7.4%  |
| 제9화                                                      | 9월 10일       | 사람을 위해서           | 나미키 미치코   | 7.1%  |
| 제10화                                                     | 9월 17일       | 서로 의지하자           | 나카에 이사무   | 6.5%  |
| 최종화                                                     | 9월 24일       | 여로에 오르다           | 스기타 시게미치 | 6.1%  |
| 평균 시청률 7.7% (시청률은 칸토 지구·비디오 리서치사 조사) |                |                         |                 |       |

- 첫회는 30분 확대 (22:00 ~ 23:24).
- 제4 ~ 6화는 15분 확대 (22:00 ~ 23:09).
- 8월 13일은 《FNS 노래 여름 축제 2014》 방송 때문에 휴지[주 1].
- 8월 20일은 《여자 배구 월드 그랑프리 2014 일본×러시아》 방송 연장에 의해 35분 지연.

| 후지 TV 수요일 밤 10시 드라마                   | 후지 TV 수요일 밤 10시 드라마                                   | 후지 TV 수요일 밤 10시 드라마                       |
| 이전 작품                                       | 작품명                                                          | 다음 작품                                           |
| ----------------------------------------------- | --------------------------------------------------------------- | --------------------------------------------------- |
| SMOKING GUN~결정적 증거~ (2014.4.9 ~ 2014.6.18) | 후지 TV 개국 55주년 기념 드라마 젊은이들 (2014.7.9 ~ 2014.9.24) | 퍼스트 클래스 (제2시리즈) (2014.10.15 ~ 2014.12.24) |

## 영화
텔레비전 드라마 방송 종료 후, 영화판이 배우들의 주도로 세 작품 제작되었다. 각본이 야마노우치, 감독이 모리카와로, 주요 스태프는 공통이다. 당시 모리카와와 사이가 좋지 않았던 후지 TV 본체는, 영화 제작에 관계되지 않았다.
이 영화 시리즈는, 2006년에 〈3부작〉으로, 제네온 엔터테인먼트에서 DVD 소프트화되었다.

### 젊은이들
1967년 개봉. 흑백, 87분.

### 젊은이는 간다-속 젊은이들-
1969년 5월 10일 개봉. 흑백, 98분.

### 젊은이의 깃발
1970년 11월 28일 개봉. 흑백, 101분.

## 무대
- 아키타 우쟈쿠·히지카타 요시 기념 청년 극장
- 극단 오라이

### 내용주
1. ↑  《젊은이들 2014》의 캐스트도 게스트 출연했다.

### 참조주
1. ↑  마이나비 뉴스 (2014년 3월 10일). “드라마 《젊은이들》이 48년 만에 부활! 츠마부키, 에이타, 미츠시마 히카리 등 호화 8인 집결”. 2014년 6월 27일에 확인함.
2. ↑  츠마부키, 에이타, 미츠시마 등 5인 형제로! 〈젊은이들〉 현대판으로 되살아나다 산케이 스포츠 2014년 3월 10일 열람
3. ↑  젊은이들 2014 보관됨 2014-07-14 - 웨이백 머신, 스포니치 어넥스, 2014년 9월 18일 열람.
4. ↑  드라마 《젊은이들》이 드디어 최종회 보관됨 2014-09-28 - 웨이백 머신 - THE NEW CLASSIC (2014년 9월 26일 열람)